# Sân bay Bol
Sân bay Bol hay Sân bay Brač (IATA: BWK, ICAO: LDSB) là một sân bay ở đảo Brač, gần thị xã Bol của Croatia. Sân bay này chủ yếu phục vụ các chuyến bay thuê bao từ khắp châu Âu trong mùa Hè. Các hãng hoạt động ở đây và mùa Hè là Croatia Airlines, Austrian Airlines và Private Wings Flugcharter. Phần lớn tuyến bay là giữa Brač và các thành phố Áo.

## Các hãng hàng không và tuyến bay
- Croatia Airlines (Zagreb)